# Hexatoma (Eriocera) nyasicola
Hexatoma (Eriocera) nyasicola is een tweevleugelige uit de familie steltmuggen (Limoniidae). De soort komt voor in het Afrotropisch gebied.